# ديردري غالاغير
ديردري غالاغير (بالإنجليزية: Deirdre Gallagher)‏ هي منافسة ألعاب القوى أيرلندية، ولدت في 13 يوليو 1974.

## وصلات خارجية
- ديردري غالاغير على موقع الاتحاد الدولي لألعاب القوى (الإنجليزية)
- ديردري غالاغير على موقع أوليمبيديا (الإنجليزية)